# Edward Pakenham, II barone di Longford
Edward Michael Pakenham, II barone di Longford (1º aprile 1743 – 3 giugno 1792) è stato un ufficiale irlandese.

## Biografia
Era il figlio di Thomas Pakenham, I barone di Longford, e di sua moglie, Elizabeth Cuffe, contessa di Longford.

## Carriera
Si unì alla Royal Navy, all'età di sedici anni. Ha servito durante la Guerra dei sette anni partecipando a scontri navali al largo delle coste dell'Africa occidentale e del Nord America. Fu catturato dagli spagnoli verso la fine della guerra e rimase un loro prigioniero per oltre un anno. Dopo il suo ritorno a casa dopo il trattato di Parigi ha brevemente rappresentato County Longford nella Camera dei comuni irlandese (1765-1766). 
Nel 1776 ha ereditato il titolo e il posto del padre nella Camera dei lord irlandese. Nel gennaio 1778 tornò in servizio attivo durante la guerra d'indipendenza americana, servendo nella Manica e nel Mar Mediterraneo. Tornò a casa nel 1782 dopo aver ricevuto circa £ 5.000 come premio in denaro.

## Matrimonio
Sposò, il 25 giugno 1768, Catherine Rowley (?-12 marzo 1816), figlia di Hercules Langford Rowley. Ebbero nove figli:
- Elizabeth Pakenham (?-10 agosto 1851), sposò Henry Stewart, non ebbero figli;
- Helen Pakenham (?-1807), sposò James Hamilton, non ebbero figli;
- Caroline Penelope Pakenham (?-agosto 1854), sposò Henry Hamilton, non ebbero figli;
- Catherine Sarah Dorothea Pakenham (1773-24 aprile 1831), sposò Arthur Wellesley, I duca di Wellington, ebbero due figli;
- Thomas Pakenham, II conte di Longford (14 maggio 1774-24 maggio 1835);
- Sir Edward Michael Pakenham (19 marzo 1778-8 gennaio 1815);
- Sir Hercules Robert Pakenham (29 settembre 1781-7 marzo 1850), sposò Emily Stapleton, ebbero nove figli;
- William Pakenham (1782-4 dicembre 1811);
- reverendo Henry Pakenham (24 agosto 1787-26 dicembre 1863), sposò Eliza Catherine Sandford, ebbero quattro figli.

## Morte
Morì il 3 giugno 1792, a 49 anni. 